# مناع (اسم)
مناع هو اسم علم مذكر من أصل عربي، ومعناه هو من الفعل منع، الذي يحول بدون إقبال الآخرين، من يمنع الظالم من تماديه في ظلمه، الصاد المحصن الحامي، والمناع كذلك البخيل الممسك القوي الشديد، وعلى معنى الممسك، قال تعالى: ﴿ مناعٍ للخير معتدٍ أثيمٍ﴾ [ القلم12].

## شخصيات تحمل الاسم
- مناع العمري (لاعب كرة قدم سعودي، 6 ديسمبر 1982 – )
- مناع العنزي (لاعب كرة قدم سعودي، 10 سبتمبر 1991 – )
- مناع بن خليل القطان (1925 – 1999)

## وصلات خارجية
- موسوعة السلطان قابوس لأسماء العرب